# Cold Lake
Cold Lake es el tercer álbum de estudio de la banda suiza de metal extremo Celtic Frost, publicado en septiembre de 1988 en Europa y en diciembre de dicho año en los Estados Unidos a través de Noise Records. Este trabajo marcó el debut del bajista Curt Victor Bryant y del guitarrista Oliver Amberg, así como el regreso de Stephen Priestly, batería en el EP Morbid Tales (1984). 
Supuso un cambio de estilo respecto a su antecesor, Into the Pandemonium (1987), pues el grupo dirigió su sonido al glam metal y sus integrantes modificaron su imagen al mostrarse con el cabello cardado, joyas y pantalones vaqueros. Grabado en el verano boreal de 1988, el encargado de la producción del disco fue Tony Platt, quien tuvo discusiones con el vocalista y guitarrista Tom G. Warrior y tomó la decisión de que fuera Amberg el que grabara la mayoría de las guitarras.
Tras su lanzamiento, los aficionados acusaron al conjunto de «venderse» y consideraron al álbum como una «traición», mientras que los críticos tuvieron una mejor opinión, aunque la mayoría mostró su sorpresa por el cambio de estilo. Con el paso del tiempo, las reseñas recibidas volvieron a ser variadas, pues algunas utilizaron calificativos negativos y otras defendieron que en realidad no era un trabajo tan malo.

## Trasfondo
Luego del lanzamiento del álbum Into the Pandemonium (1987) y la conclusión de la gira One in Their Pride en Dallas, en diciembre de 1987, Celtic Frost se separó tras más de un año de disputas con su discográfica, Noise Records. Solo unas semanas después de la disolución, el vocalista y guitarrista Tom G. Warrior recibió la noticia de que Noise había alcanzado un acuerdo con CBS y Epic Records para la distribución de nuevos álbumes en los Estados Unidos y por ello decidió contactar con sus excompañeros. El guitarrista de sesión Ron Marks aceptó la propuesta, el batería Reed St. Mark no tuvo demasiado interés y el bajista Martin Eric Ain acordó ensayar e incluso participar en alguna grabación hasta que el vocalista le encontrara un sustituto.
Pasados algunos meses, los músicos concertaron la realización de algunos ensayos; sin embargo, Marks cambió de opinión y se desvinculó del proyecto, por lo que le reemplazaría Oliver Amberg, exintegrante de Coroner. Por su parte, para ocupar el puesto de Ain, Amberg recomendó la contratación de un amigo, el guitarrista Curt Victor Bryant, y tras realizarle una audición, Warrior y Amberg acudieron a la última actuación con su grupo. En el concierto, sería la interpretación «sólida e intensa» del batería Stephen Priestly la que llamara su atención y, tras el recital, también recibió la oferta de unirse a Celtic Frost. Precisamente, Priestly ya había participado como músico de sesión en el EP Morbid Tales (1984) y había descartado ingresar en el conjunto por diferencias musicales; no obstante, en esta ocasión aceptó la propuesta.

## Grabación
La nueva formación grabó en Zúrich una maqueta para enviar a los ejecutivos de Noise, aunque, a diferencia de sus anteriores trabajos, incluyó menos gritos de Warrior y más partes cantadas. El propietario de la discográfica, Karl Ulrich Walterbach, dio su aprobación tras escucharla de pasada, debido a que estaba más preocupado en las carreras ascendentes de Helloween y Running Wild, y suponía que las canciones mejorarían en un estudio. Para las labores de producción, el seleccionado fue el británico Tony Platt —quien había trabajado con AC/DC, Cheap Trick y Iron Maiden— que, pese a reconocer que «Celtic Frost estaba en una región del espectro musical con la que no estaba familiarizado» aceptó porque el cuarteto «quería hacer un álbum más comercial».
La grabación del nuevo disco inició en el verano boreal de 1988 en los estudios Hansa y Sky Trak de Berlín Occidental y desde el primer momento comenzaron las tensiones entre las dos partes involucradas, es decir, Platt por un lado y la banda por el otro. El primer día, mientras los cinco jugaban al escondite, Platt golpeó la boca de Warrior con una puerta, lo que le provocó un dolor de muelas que se alargó hasta el final de las sesiones. Además, el productor optó porque Amberg grabara la mayor parte de las guitarras en detrimento de Warrior, ya que, en su opinión, «si alguien no es talentoso y se comporta como una prima donna, entonces ahí hay una desconexión». Por su parte, el cantante apuntó que «incluyendo a Curt, somos tres guitarristas, y la rigidez de que cada miembro esté asociado a un instrumento se ha ido. El que haga la mejor grabación, se mantiene, por el beneficio de la canción y sin tener en cuenta nuestra posición "oficial" en el grupo». Sumado a ello, Platt tuvo que enfrentarse a que Priestly tenía dificultades para tocar con un metrónomo y a que el acento de Warrior complicaba que pronunciara correctamente las palabras.
Los enfrentamientos entre las dos facciones llegaron hasta el punto en que el productor consideró abandonar la grabación; años más tarde, señaló a Amberg como el único miembro útil y destacó que el vocalista «no quería hacer el álbum y lo empeoró al ser obstruccionista y ridículo y tratar a los músicos como una mierda». Por su parte, el mencionado integrante remarcó que «el mayor logro» de Platt fue contarles repetitivas historias de su trabajo con AC/DC y Uriah Heep, y que lo que realmente necesitaban era «una producción fantástica para al menos salvar parte de Cold Lake». Aparte de los cuatro componentes del conjunto, en el proceso también participaron Xavier Russell, que grabó algunos coros; Brian Hewett, que interpretó un rap en la pista inicial además de hacer coros, y Michelle Villanueva, pareja sentimental de Warrior en aquellos momentos y que también realizó coros y cantó algunos versos en «Cherry Orchards». Finalmente, la grabación terminó tras la mezcla en los estudios Conny Plank de Colonia.

## Música

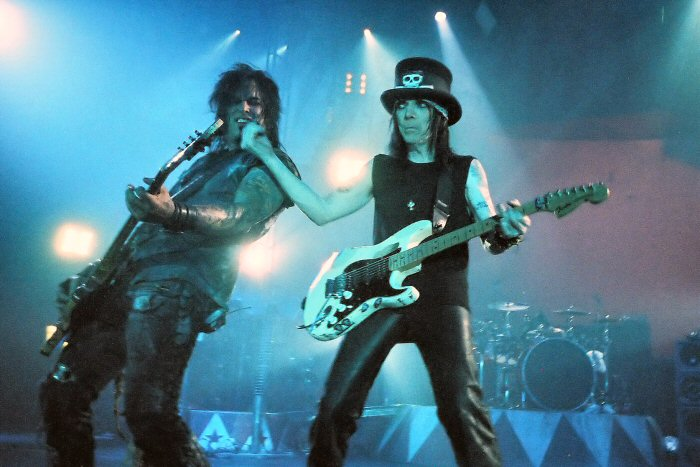
Warrior describió el sonido del disco como «Morbid Tales se fusiona con Mötley Crüe». En la imagen, el grupo estadounidense actuando en 2005.

En sus anteriores trabajos, la banda se atrevía a fusionar cantos árabes, poesía francesa, temática mitológica e incluso hip hop con thrash metal; sin embargo, en Cold Lake, su sonido se desvió a uno más fluido, seguro y comercial. Una de las principales diferencias con sus antecesores fue que en esta ocasión, Warrior no fue el principal compositor, sino Amberg, quien escribió el 60 % del álbum. El vocalista alegó posteriormente que el motivo fue su desinterés, unido además al hecho de pasar más tiempo con su pareja, con quien se casaría en noviembre de 1988. El hecho de que Warrior fuera «feliz por una vez en su vida» provocó un cambio en sus composiciones, aunque remarcó que la influencia de Villanueva fue casi inexistente: «Michelle estaba allí y me apoyó sin concesiones en todo lo que hice, pero todos los errores fueron completamente míos. [...] Probablemente podría haber tenido una influencia mucho más positiva para Celtic Frost si en realidad no hubiera estado de acuerdo conmigo».
El vocalista describió el sonido del disco como «Morbid Tales se fusiona con Mötley Crüe» y señaló que, en esa ocasión, el grupo «escribía canciones y no solo riffs». Por su parte, Amberg relató que «si echas un vistazo a los temas y los riffs y olvidas la producción y algunas de las letras, es un trabajo realmente pesado», además de que destacó la aparición de términos como sleazy —en español: «sucio»— que «para la gente era una palabra que Celtic Frost no debería utilizar». En cuanto a su estilo, varias publicaciones lo han catalogado como glam metal o hard rock, aunque la revista Classic Rock apuntó que «ni siquiera es glam metal, realmente es más un híbrido de cock rock y thrash metal».
El álbum comienza con «Human II (Intro)», básicamente un rap interpretado por el asistente Brian Hewett sobre una base rítmica y que Warrior había escrito como «un relato extraoficial de la mala reputación de la banda». En «Seduce Me Tonight», conducida por un riff al estilo de Led Zeppelin, el vocalista implora a una mujer especial que «baile sobre su pecho herido». «Petty Obsession» está dominada vagamente por riffs de metal progresivo e incluye la línea If this is heaven, how bad is hell? («Si esto es el cielo, ¿qué tan malo es el infierno?»). El sencillo «Cherry Orchards» es un tributo a la actriz Marilyn Monroe e incluye partes habladas por Michelle Villanueva, mientras que en la letra de «Dance Sleazy», Warrior canta sobre el «espejismo del amor». Por su parte, en «They Were Eagles» y «Downtown Hanoi», pueden escucharse los riffs de guitarra «robustos» característicos del grupo.

## Título y diseño artístico

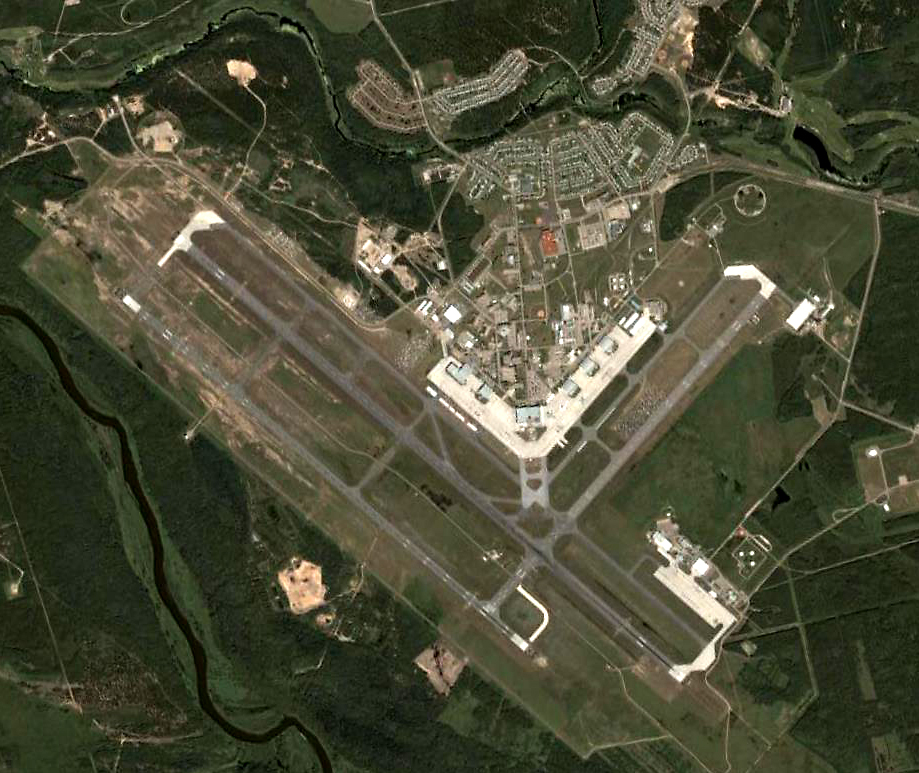
Vista aérea de la base militar Cold Lake (Alberta).

Para el título, Warrior seleccionó un nombre más directo y menos gótico dado que, para los aficionados, era difícil entender el griego o el latín de los anteriores álbumes. Originalmente, la denominación iba a ser Linebacker, en referencia a dos operaciones de la guerra de Vietnam, aunque tras la disputa con Noise, el músico eligió Cold Lake —en español: «Lago frío»—, no para representar el Lago Ness, sino porque era el nombre de una base militar situada en Alberta, al norte de Canadá.
La portada muestra simplemente un nuevo logo, al estilo de los de Mötley Crüe y Whitesnake, sobre un fondo violeta. Por su parte, la contraportada incorpora una fotografía de los cuatro integrantes de la banda vestidos con vaqueros, joyería y el cabello cardado. Uno de los detalles más comentados y objeto de gran parte de las críticas y burlas es que la cremallera de los pantalones de Bryant está bajada y muestra su vello púbico. De acuerdo con Amberg, la cremallera se le había roto, no tenían otros pantalones ni había tiendas abiertas y, dado que el fotógrafo Martin Becker ya se encontraba allí, tuvieron que continuar con la sesión. Respecto a los créditos, Warrior decidió utilizar su nombre de nacimiento, Thomas Gabriel, mientras que Villanueva fue acreditada como encargada del vestuario y el estilismo.

## Lanzamiento

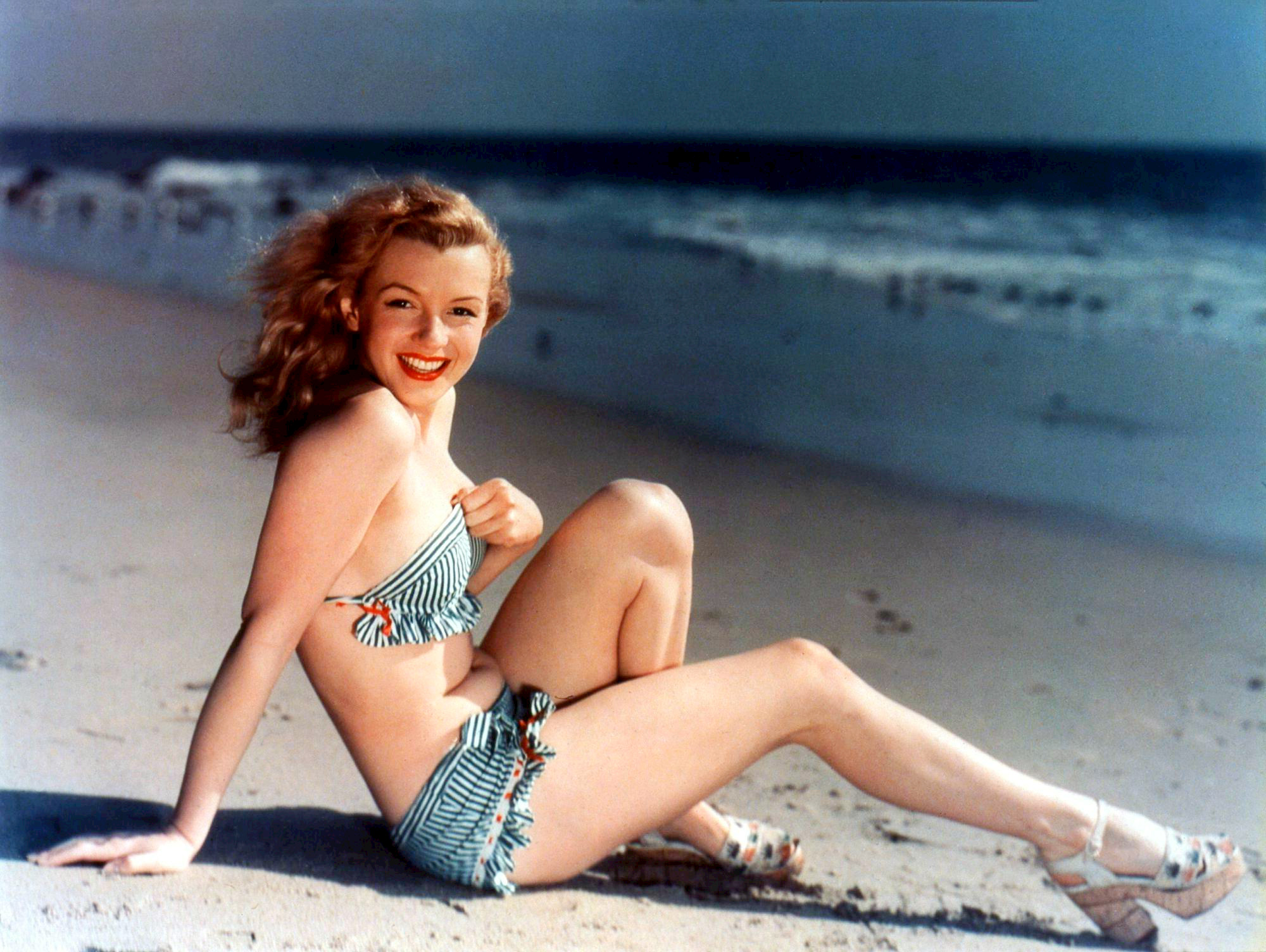
El vídeo musical de «Cherry Orchards» incluyó fotografías de la actriz Marilyn Monroe.

Cold Lake salió a la venta en Europa en septiembre de 1988 y en los Estados Unidos el 6 de diciembre del mismo año a través de Noise Records. Tras su publicación, Paul Miller, periodista de Kerrang!, sugirió en un artículo que el álbum contenía material plagiado, lo que provocó que la banda sospechara que Amberg había tomado ideas de su amplia colección de vinilos y que sería una de las razones de la futura salida del guitarrista. Noise solo extrajo un sencillo, «Cherry Orchards», al que acompañó un vídeo musical dirigido por Xavier Russell con ideas rechazadas para el clip de «Mexican Radio», que no había llegado a ser grabado. El vídeo, que para adaptarse a la letra de la canción incorporó fotografías de Marilyn Monroe, apareció con asiduidad en el programa Headbangers Ball de MTV, lo que conllevó a que el disco tuviera una mejor acogida en los Estados Unidos que en Europa y que el presentador del programa, Adam Curry, condujera una entrevista con Warrior y Amberg, quien poco después fue expulsado del conjunto. El propio guitarrista reconoció años más tarde que «para Tom era un dolor de cabeza trabajar conmigo. Era un chico joven con un contrato discográfico y me estaba comportando como un imbécil. Me creía era una estrella del rock y un rey. Eso fue algo muy duro con lo que los chicos tenían que lidiar, especialmente Tom».
En 1999, Noise reeditó la discografía de Celtic Frost, con la única excepción de Cold Lake, y en 2017 BMG, poseedora de los derechos musicales del grupo, volvió a reeditar su catálogo con la intención de hacerlo también con el álbum; sin embargo, la discográfica cambió de opinión a petición de Warrior. El propio vocalista bromeó con que, tras su muerte, probablemente algún sello volverá a publicarlo para «poder conseguir algún centavo».

## Recepción
En el momento de su lanzamiento, los aficionados, en mayor medida los europeos que los estadounidenses, acusaron al grupo de «venderse» y calificaron al álbum casi como una traición. Por su parte, la opinión de los críticos fue dividida y muchos mostraron su sorpresa ante el cambio de imagen de la agrupación. Buffo, de la edición alemana de Metal Hammer, escribió que «admiro el coraje de Tom para probar siempre algo nuevo» y alabó «el gran coraje y la voluntad de asumir riesgos del cuarteto». Malcolm Dome de RAW remarcó que «incluye algunos de los temas más pesados perpetrados en un vinilo con el nombre de Celtic», aunque concluyó que «las discusiones continuarán. Pero sugiero ver esto como una nueva banda, un nuevo comienzo. ¡Celtic Frost ha muerto, larga vida a la nueva revolución a 33 RPM!». Holger Stratmann de Rock Hard relató que la música «se ha vuelto más pesada y más comercial. Suena como una contradicción, pero no lo es. Ciertamente, todas las canciones son más pesadas que la mayoría del material de su controvertido predecesor», pero apuntó que «demasiadas pistas suenan iguales y solo se distinguen por el estribillo». Phil Wilding de Kerrang! declaró que «ahora [el conjunto] suena como cualquiera con un distorsionador y media voz», opinión con la que Toby Jepson, vocalista de Little Angels, coincidió: «Ellos estaban por delante de sus competidores, pero ahora solo son otros competidores más».
Con el paso del tiempo, las reseñas recibidas volvieron a ser variadas, pues algunas utilizaron calificativos negativos y otras defendieron que en realidad no era un trabajo tan malo. Eduardo Rivadavia de Loudwire lo situó como la peor obra de la banda y sentenció que «no es solo el punto más bajo de la carrera de Celtic Frost, su Waterloo, por así decirlo; se ha convertido en sinónimo del concepto mismo de un error catastrófico». Chris Chantler de Metal Hammer resolvió que «sus fotos con peinados voluminosos y poses sensuales acabaron con su carrera, incluso antes de que alguien escuchara cancioncillas insoportablemente tituladas como "Dance Sleazy" y "Seduce Me Tonight"». Aun así, añadió que «las canciones no eran del todo malas». Adrian Begrand de PopMatters lo describió como «un trabajo terriblemente equivocado, plagado de temas flojos que eclipsan el único placer culpable, "Cherry Orchards"». William Phillips y Brian Cogan, autores del libro Encyclopedia of Heavy Metal Music (2009), aconsejaron «evitar Cold Lake como la peste; es la grabación por excelencia de venderse y un desastroso intento por el reconocimiento mainstream». Por último, Bradley Torreano de AllMusic remarcó que sus canciones «son en realidad animadas y enérgicas, llenas de algunos de los riffs más memorables y pegadizos del catálogo de Celtic Frost» y finalizó que «sigue siendo el peor disco de Celtic Frost, pero la verdad es que Cold Lake no está tan mal».

### Respuesta de los involucrados

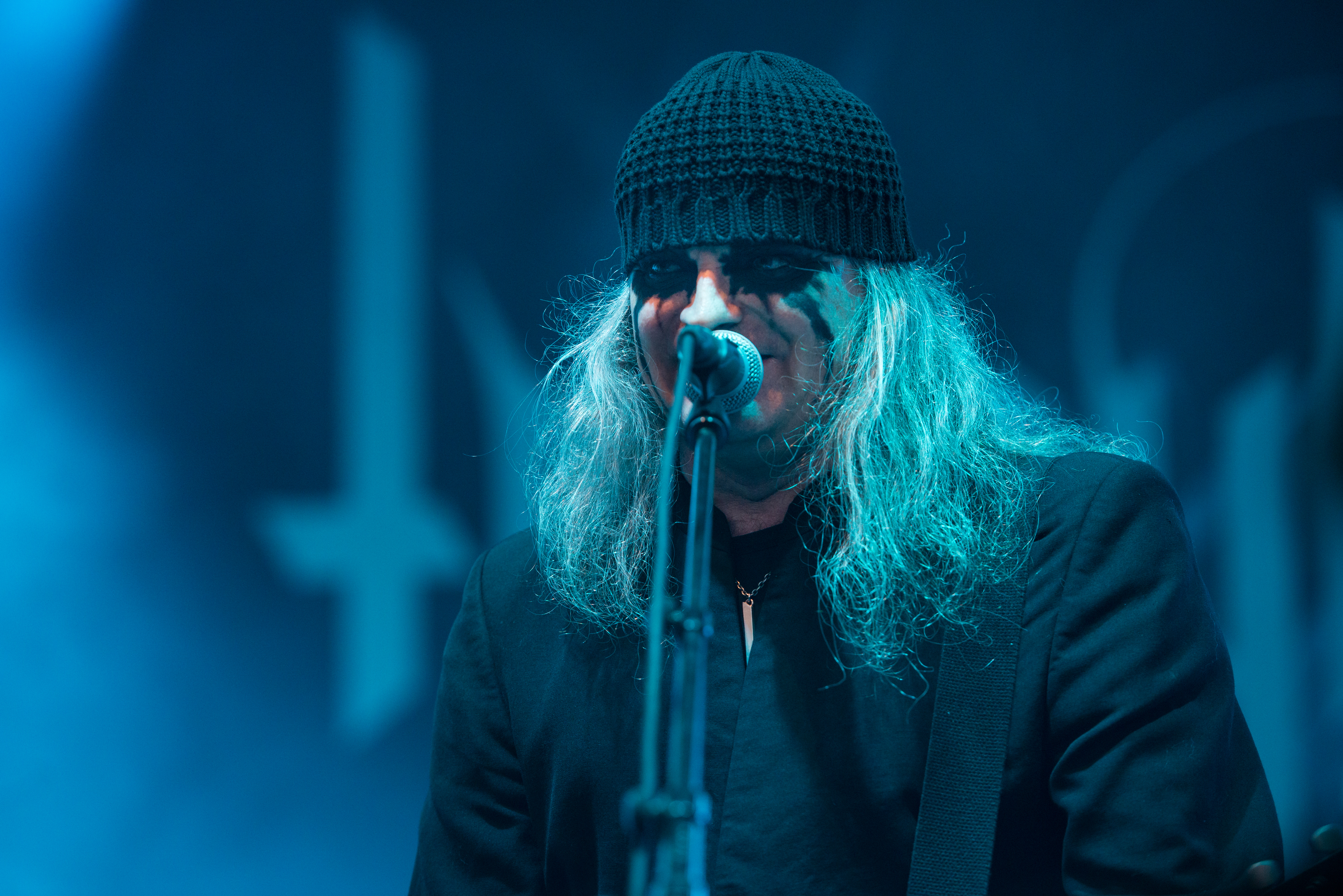
Tom G. Warrior llegó a calificar al álbum como «pura mierda». En la imagen, el vocalista actuando en 2016.

Tom G. Warrior mostró posteriormente su arrepentimiento por el lanzamiento y lo describió como «pura mierda», «una abominación», «el punto más bajo de mi carrera», «probablemente el peor álbum creado en el heavy» y «lo peor que posiblemente haya hecho en toda mi vida». Por su parte, Oliver Amberg confesó recibir correos electrónicos amenazantes que le culpaban por el disco y se defendió con el alegato de que el conjunto eran cuatro personas y no solo él componía; concluyó que «todavía me gustan muchas de las canciones, incluso si las fotos apestaban. Había algunas canciones muy decentes». Curt Victor Bryant relató que «a diferencia de Tom, no siento nada diferente sobre Cold Lake de lo que sentía en 1988. No creo en absoluto que sea la mayor mierda jamás grabada. [...] Lo dije entonces y lo digo ahora: si la producción hubiera sido brutal y pesada no estaríamos teniendo esta discusión ahora». Por su parte, el productor Tony Platt la consideró la peor experiencia profesional de su vida: «Fue un infierno total y odié cada momento. [...] Fue una experiencia absolutamente horrible». Martin Eric Ain, bajista original de la banda y letrista de una de las pistas, recordó que tras ver el álbum, pensó: «Vale. Probablemente ese sea el final. Si él [Warrior] sobrevive a esto... probablemente sobreviva a todo». Por último, el propietario de Noise Records Karl Ulrich Walterbach sentenció que «debería haber detenido su realización en seco. Esto es algo que debería haber hecho, yo no lo hice. En parte, tengo que culparme a mí mismo. No tuve las pelotas para confrontar a Tom de esa manera».

## Gira
Para promocionar el álbum, Celtic Frost realizó una gira con Destruction como acto de apertura que inició el 20 de febrero de 1989 en Gales y siguió con diez fechas más en el Reino Unido, entre ellas, una actuación en el Hammersmith Odeon de Londres que sería filmada para su distribución en VHS. Durante el tramo estadounidense, que dio comienzo el 20 de marzo, un par de conciertos en California tuvieron que ser cancelados debido a que Priestly contrajo una infección que le llevó a ser ingresado a un hospital. Finalmente, el último espectáculo de la gira, y por consiguiente de Amberg con la banda, tuvo lugar en Los Ángeles; según Fischer, sería «una de los peores [actuaciones] que Celtic Frost haya hecho jamás».

## Lista de canciones
Todas las letras escritas por Tom G. Warrior, excepto donde se indique lo contrario.
| Cara A |                           |                            |          |  |
| N.º    | Título                    | Música                     | Duración |  |
| 1.     | «Human II (Intro)»        | Tom G. Warrior             | 1:06     |  |
| 2.     | «Seduce Me Tonight»       | Warrior                    | 3:18     |  |
| 3.     | «Petty Obsession»         | Oliver Amberg              | 3:17     |  |
| 4.     | «(Once) They Were Eagles» | Amberg, Curt Victor Bryant | 3:39     |  |
| 5.     | «Cherry Orchards»         | Amberg                     | 4:19     |  |
| 6.     | «Juices Like Wine»        | Amberg, Bryant             | 4:17     |  |

| Cara B |                        |                              |                      |          |  |
| N.º    | Título                 | Letras                       | Música               | Duración |  |
| 7.     | «Little Velvet»        |                              | Warrior              | 3:40     |  |
| 8.     | «Blood on Kisses»      | Warrior, Michelle Villanueva | Warrior, Viallanueva | 3:29     |  |
| 9.     | «Downtown Hanoi»       |                              | Amberg               | 4:15     |  |
| 10.    | «Dance Sleazy»         | Warrior, Martin Eric Ain     | Amberg, Bryant       | 3:32     |  |
| 11.    | «Roses without Thorns» |                              | Bryant               | 3:26     |  |

Fuente: Libreto de Cold Lake.

## Créditos
| Celtic Frost - Tom G Warrior – Voz principal, coros, Guitarra eléctrica, efectos de sonido - Stephen Priestly – Batería, coros - Oliver Amberg – Guitarra eléctrica, coros, efectos de sonido - Curt Victor Bryant – bajo, coros, efectos de sonido, guitarra en pista 11 Músicos adicionales - Michelle Villanueva – coros, voz principal en pista 5 - Brian Hewett – rap en pista 1, coros en pista 2 - Xavier Russell – coros en pistas 1 y 11 | Producción - Celtic Frost, Tony Platt – producción, arreglos, mezcla - Thomas Steeler, Dexter – asistentes de ingeniería - Karl Ulrich Walterbach – producción ejecutiva - Martin Becker – fotografía - Tom Gabriel Warrior – concepto de portada - Michelle Villanueva – vestuario, estilismo |

Fuente: Libreto de Cold Lake.